# Gerry Daly
Gerry Daly, né le 30 avril 1954 à Cabra (en), un quartier nord de Dublin, est un footballeur international irlandais. Il passe l'essentiel de sa carrière dans des clubs anglais comme Manchester United ou Derby County. Il est sélectionné à quarante huit reprises en équipe nationale et marque treize buts.

## Biographie
Gerry Daly naît à Cabra, un quartier nord de Dublin le 30 avril 1954. Il commence le football dans le quartier de Drumcondra dans le club de Stella Maris. Son premier club senior est le Bohemian Football Club. Avec celui-ci, il dispute la Coupe UEFA 1972-1973 et marque un but contre le 1. FC Cologne lors du match disputé en Allemagne de l'Ouest.

### En club
En avril 1973, le manager de Manchester United, Tommy Docherty recrute Gerry Daly avec un transfert s'élevant à £12 500. Lors de la première saison à Manchester le club est relégué en deuxième division en terminant à la vingt-et-unième place sur vingt-deux. Mais Manchester United réussi à remonter immédiatement dans l'élite avec Daly qui est devenu un des joueurs clés de l'équipe. Jouant pour la première fois en première division anglaise, Daly joue 51 matchs lors de la saison 1975-1976, y compris la finale de la Cup perdue 1-0 contre Southampton FC. Daly dispute un total de 111 matchs pour United et marque 23 buts. Un désaccord avec le manager entraîne son départ du club. C'est Colin Murphy, le manager du Derby County Football Club qui se précipite pour le recruter. Il l'engage en mars 1977 avec un transfert de £190 000 ce qui fait de Daly, le footballeur le plus cher à ce moment-là. L'arrivée de Gerry Daly a un impact immédiat sur l'équipe de Derby, proposant un équilibre au milieu de terrain qui lui permet de sauver sa place en première division. À l'intersaison Murphy est remplacé par Dochertu qui vient de quitter Manchester United. Daly demande immédiatement son transfert avant de retirer sa demande. La relation entre l'irlandais et son entraîneur reste très conflictuelle. Une des solutions pour permettre une cohabitation au club est de le prêter. Derby lui permet donc d'aller jouer aux États-Unis en NASL lors des étés 1978 et 1979. Ces deux prêts successifs aux Tea Men de la Nouvelle-Angleterre (en) sont une réussite puisque Daly est deux fois élu dans les meilleures équipes de l'année, en 1978 dans l'équipe première où il figure au milieu de terrain aux côtés de Franz Beckenbauer et en 1979 où il est dans la troisième équipe.
Gerry Daly est transféré vers le Coventry City Football Club en août 1980 pour la somme de £300 000. Il reste quatre saisons à Coventry, tout en étant prêté quelques mois au Leicester City Football Club. Avec ce club où il joue 17 matchs et il est promu en première division.
Daly passe ensuite une saison au Birmingham City Football Club avant de signer au Shrewsbury Town Football Club. Son expérience permet à sa nouvelle équipe de se maintenir de justesse deux saisons de suite. Cela incite le manager de Stoke City, Mick Mills, à faire signer un contrat à Daly en mars 1987. Il y joue 30 matchs et marque trois buts. En mars 1988, il est peu à peu écarté de l'équipe première avant d'être libéré de son contrat à la fin de la saison. Gerry Daly part ensuite en quatrième division et rejoint le Doncaster Rovers Football Club où il dispute 44 matchs en une saison. Il termine ensuite sa longue carrière dans une division amateur en signant à l'Association Football Club Telford United où il joue en 1989 avant d'en devenir pour une saison l'entraîneur principal entre 1990 et 1993.

### En équipe nationale
Gerry Daly est sélectionné pour la première fois en équipe nationale le 16 mai 1973. Il est alors âgé de 19 ans. Liam Tuohy l'intègre à l'équipe en le faisant entrer en jeu à la 46e minute à la place de Mick Lawlor. Il s'agit alors d'un match amical contre la Pologne disputé à Wrocław qui voit l'Irlande s'incliner 2-0.
Le 8 septembre 1976, il inscrit son premier but en équipe nationale, en amical face à l'Angleterre, permettant à l'Irlande de faire match nul (1-1) au Stade de Wembley. Le 13 octobre de la même année, il marque son deuxième but, en amical contre la Turquie, permettant à son équipe de réaliser un match nul (3-3) à Ankara.
Gerry Daly inscrit ensuite trois buts lors des éliminatoires de l'Euro 1980, contre le Danemark et l'Angleterre. Il marque ensuite un but en amical contre la Suisse en avril 1980 (victoire 2-0).
Par la suite, il marque trois buts lors des éliminatoires du mondial 1982, avec un but contre les Pays-Bas, et un doublé contre Chypre. Il inscrit enfin trois buts lors des éliminatoires de l'Euro 1984, contre les Pays-Bas, l'Espagne et Malte.
Il joue son dernier match avec l'Irlande le 8 août 1984, contre le Mexique (score : 0-0 au Dalymount Park).

## Éléments statistiques
| Saison                | Club                       | Championnat           | Championnat | Championnat | Coupe(s) nationale(s) | Coupe(s) nationale(s) | Compétition(s) continentale(s) | Compétition(s) continentale(s) | Compétition(s) continentale(s) | République d'Irlande | République d'Irlande | Total | Total |
| Saison                | Club                       | Division              | M.          | B.          | M.                    | B.                    | Comp.                          | M.                             | B.                             | M.                   | B.                   | M.    | B.    |
| 1972-1973             | Manchester United          | First Division        | -           | -           | -                     | -                     | -                              | -                              | -                              | 2                    | 0                    | 2     | 0     |
| 1973-1974             | Manchester United          | First Division        | 16          | 1           | 1                     | 0                     | -                              | -                              | -                              | 2                    | 0                    | 19    | 1     |
| 1974-1975             | Manchester United          | Second Division       | 37          | 11          | 9                     | 2                     | -                              | -                              | -                              | 2                    | 0                    | 48    | 13    |
| 1975-1976             | Manchester United          | First Division        | 41          | 7           | 10                    | 4                     | -                              | -                              | -                              | -                    | -                    | 51    | 11    |
| 1976-1977             | Manchester United          | First Division        | 17          | 4           | 7                     | 3                     | -                              | 4                              | 0                              | 3                    | 2                    | 31    | 9     |
| 1976-1977             | Derby County               | First Division        | 17          | 7           | -                     | -                     | -                              | -                              | -                              | 2                    | 0                    | 19    | 7     |
| 1977-1978             | Derby County               | First Division        | 37          | 10          | 5                     | 2                     | -                              | -                              | -                              | 3                    | 1                    | 45    | 13    |
| 1978-1979             | Derby County               | First Division        | 37          | 13          | 3                     | 0                     | -                              | -                              | -                              | 4                    | 2                    | 44    | 15    |
| 1979-1980             | Derby County               | First Division        | 21          | 1           | 2                     | 1                     | -                              | -                              | -                              | 5                    | 1                    | 28    | 3     |
| 1978                  | New England Tea Men (prêt) | NASL                  | 18          | 7           | -                     | -                     | -                              | -                              | -                              | -                    | -                    | 18    | 7     |
| 1979                  | New England Tea Men (prêt) | NASL                  | 23          | 9           | -                     | -                     | -                              | -                              | -                              | -                    | -                    | 23    | 9     |
| 1980-1981             | Coventry City              | First Division        | 35          | 8           | 11                    | 3                     | -                              | -                              | -                              | 8                    | 3                    | 54    | 14    |
| 1981-1982             | Coventry City              | First Division        | 19          | 4           | 2                     | 0                     | -                              | -                              | -                              | 4                    | 0                    | 25    | 4     |
| 1982-1983             | Coventry City              | First Division        | 2           | 0           | 0                     | 0                     | -                              | -                              | -                              | 2                    | 1                    | 4     | 1     |
| 1982-1983             | Leicester City (prêt)      | Second Division       | 17          | 1           | 0                     | 0                     | -                              | -                              | -                              | -                    | -                    | 17    | 1     |
| 1983-1984             | Coventry City              | First Division        | 28          | 7           | 4                     | 0                     | -                              | -                              | -                              | 2                    | 1                    | 34    | 8     |
| 1983-1984             | Birmingham City            | Second Division       | 30          | 1           | 6                     | 0                     | -                              | -                              | -                              | 4                    | 0                    | 40    | 1     |
| 1984-1985             | Birmingham City            | First Division        | 2           | 0           | 0                     | 0                     | -                              | -                              | -                              | 1                    | 0                    | 3     | 0     |
| 1985-1986             | Shrewsbury Town            | Second Division       | 27          | 4           | 2                     | 0                     | -                              | -                              | -                              | 3                    | 2                    | 32    | 6     |
| 1986-1987             | Shrewsbury Town            | Second Division       | 28          | 4           | 7                     | 0                     | -                              | -                              | -                              | 1                    | 0                    | 36    | 4     |
| 1986-1987             | Stoke City                 | Second Division       | 1           | 0           | 0                     | 0                     | -                              | -                              | -                              | -                    | -                    | 1     | 0     |
| 1987-1988             | Stoke City                 | Second Division       | 21          | 1           | 4                     | 1                     | -                              | -                              | -                              | -                    | -                    | 25    | 2     |
| 1988-1989             | Doncaster Rovers           | Fourth Division       | 39          | 4           | 2                     | 1                     | -                              | -                              | -                              | -                    | -                    | 41    | 5     |
| 1989-1990             | Telford United             | Football Conference   | 20          | 2           | -                     | -                     | -                              | -                              | -                              | -                    | -                    | 20    | 2     |
| 1990-1991             | Telford United             | Football Conference   | 11          | 2           | -                     | -                     | -                              | -                              | -                              | -                    | -                    | 11    | 2     |
| Total sur la carrière | Total sur la carrière      | Total sur la carrière | 544         | 108         | 75                    | 16                    | -                              | 4                              | 0                              | 48                   | 13                   | 671   | 137   |

## Palmarès
Avec Manchester United
- Second Division : Vainqueur en 1974-1975.